# خورخي لويس أورتيز
خورخي لويس أورتيز (بالإسبانية: Jorge Luis Ortiz Durán)‏ هو لاعب كرة قدم مكسيكي، ولد في 5 فبراير 1998.